# 上杭站
上杭站是龙龙高速铁路的一座中间站，位于中华人民共和国福建省龙岩市上杭县，规模为2台6线，总建筑面积为9993平方米。本站于2023年12月26日随龙龙高速铁路龙岩至武平段的开通而启用。